# Nguyễn Thị Phương Thảo
Nguyễn Thị Phương Thảo (née le 7 juin 1970) est une femme d'affaires vietnamienne, présidente-directrice générale de VietJet Air.

## Biographie
Nguyễn Thị Phương Thảo est titulaire de deux diplômes en gestion de crédit financier et en économie du travail de l'Université russe d'économie Plekhanov et d'un doctorat en gestion économique de l'Université de technologie chimique Dmitri Mendeleïev de Moscou.  
Au cours de ses études de finance et d'économie à Moscou, elle commence à distribuer des produits en provenance du Japon, de Hong Kong et de la Corée du Sud, à l'époque où le pays est encore Union soviétique et rencontre un succès. Dès lors, elle développe un portefeuille d’intérêts commerciaux, comprenant VietJet et Sovico Holdings, qui détient 90% des parts dans le développement de Ho Chi Minh-Ville.  
Elle a également des investissements dans une banque et trois complexes hôteliers et depuis 2018, sa société a investi dans le pétrole avec la compagnie Taïwanaise CPC Corporation.   

## Fortune et distinctions
Nguyễn Thị Phương Thảo est la première femme milliardaire autoproclamée du Vietnam, après avoir ouvert sa compagnie aérienne à bas coûts, VietJet Air, en 2007. 
En 2016, elle est classée 62e dans la liste des 100 femmes les plus puissantes du monde, par le magazine américain Forbes et fait partie de la liste des 50 femmes d'affaires asiatiques. En 2018, elle passe à la 44e place du même lacement. Selon Forbes, sa fortune est de 2,3 milliards de dollars en avril 2021.
Le 5 novembre 2019, lors de la cérémonie de remise de Aviation 100 Awards 2019, Nguyễn Thị Phương Thảo est élue au titre de PDG de l’année 2019 en Asie-Pacifique.